# Curtara pedica
Curtara pedica är en insektsart som beskrevs av Delong 1980. Curtara pedica ingår i släktet Curtara och familjen dvärgstritar. Inga underarter finns listade i Catalogue of Life.